# Octonoba varians
Octonoba varians là một loài nhện trong họ Uloboridae.
Loài này thuộc chi Octonoba. Octonoba varians được Friedrich Wilhelm Bösenberg & Embrik Strand miêu tả năm 1906.